# 専門学校沖縄ビジネス外語学院
専門学校沖縄ビジネス外語学院（せんもんがっこうおきなわビジネスがいごがくいん）は、沖縄県那覇市にある専門学校。

## 所在地
- 〒900-0015　沖縄県那覇市久茂地1-2-20 OTV國和プラザ7F

## 学院長
- 瀬名波栄啓( ～ 2017年度)
- 奥戸類(2018年度 ～)

## 沿革
- 1981年4月1日（昭和56年） - 開校
- 1983年11月10日（昭和58年） - 専修学校設置認可

## 学科
2年課程
- エアラインコース
- ビジネス英語コース
- 通訳翻訳コース
- リゾート観光コース

## 就職先
- 県内
- 日本トランスオーシャン航空
- 琉球エアコミューター
- ノースウェスト航空
- サービスクリエイション（現JALスカイ那覇）
- JTAサザンスカイサービス
- 沖縄銀行
- 琉球銀行
- 沖縄海邦銀行
- ホテル日航那覇グランドキャッスル
- ホテル日航アリビラ
- 沖縄ハーバービューホテル
- ラグナガーデンホテル
- ザ・ブセナテラス
- グランドシステム沖縄(ANA系グランドスタッフ)
- エアー沖縄(ANA系グランドスタッフ)
- ANAセールズ&ツアーズ沖縄
- HISかねひでトラベル
- 沖縄ツーリスト

など
- 県外
- 日本航空
- 全日空
- スカイマーク
- JALエクスプレス
- アシアナ航空
- JALスカイサービス
- JALスカイ関西
- 近畿日本ツーリスト
- 資生堂

など

## アクセス
- モノレール県庁前駅より徒歩約2分
- 那覇バスターミナルより徒歩約5分